# Sandžak
|  | Per a la divisió administrativa de l'Imperi Otomà, vegeu sanjaq. |

Bandera del Sandzhak, segons Vexilla Mundi

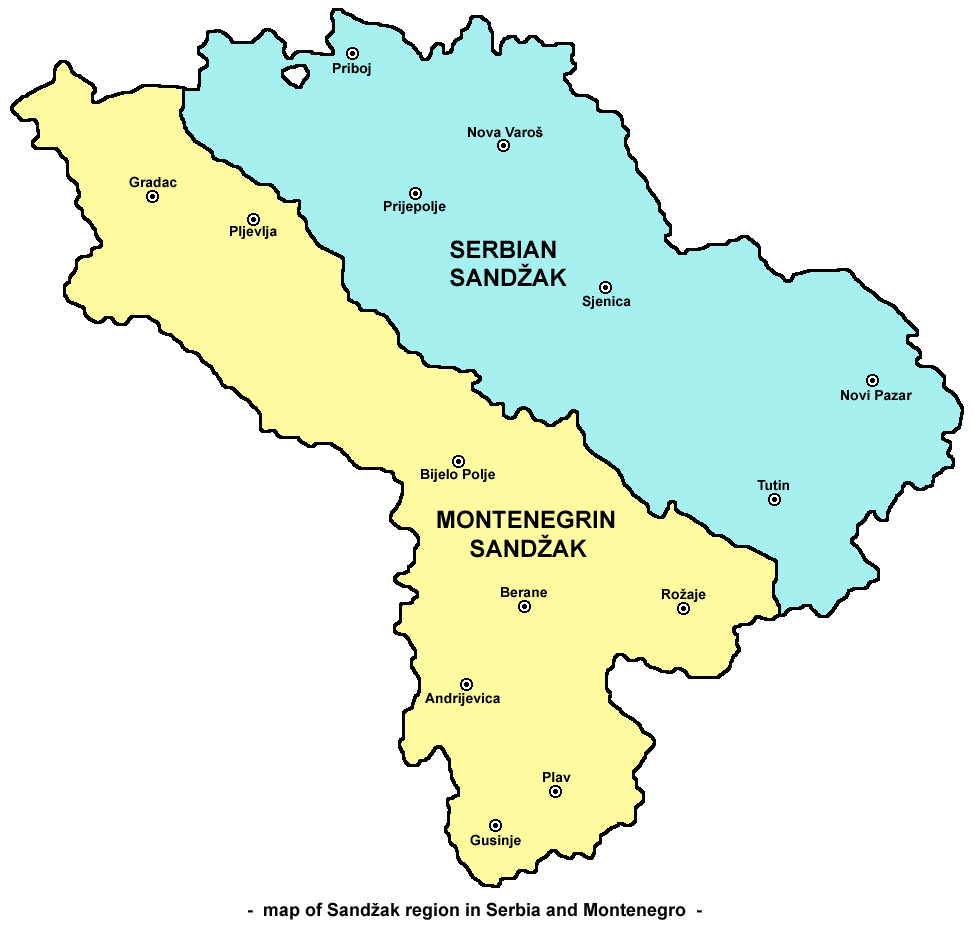
Sandžak

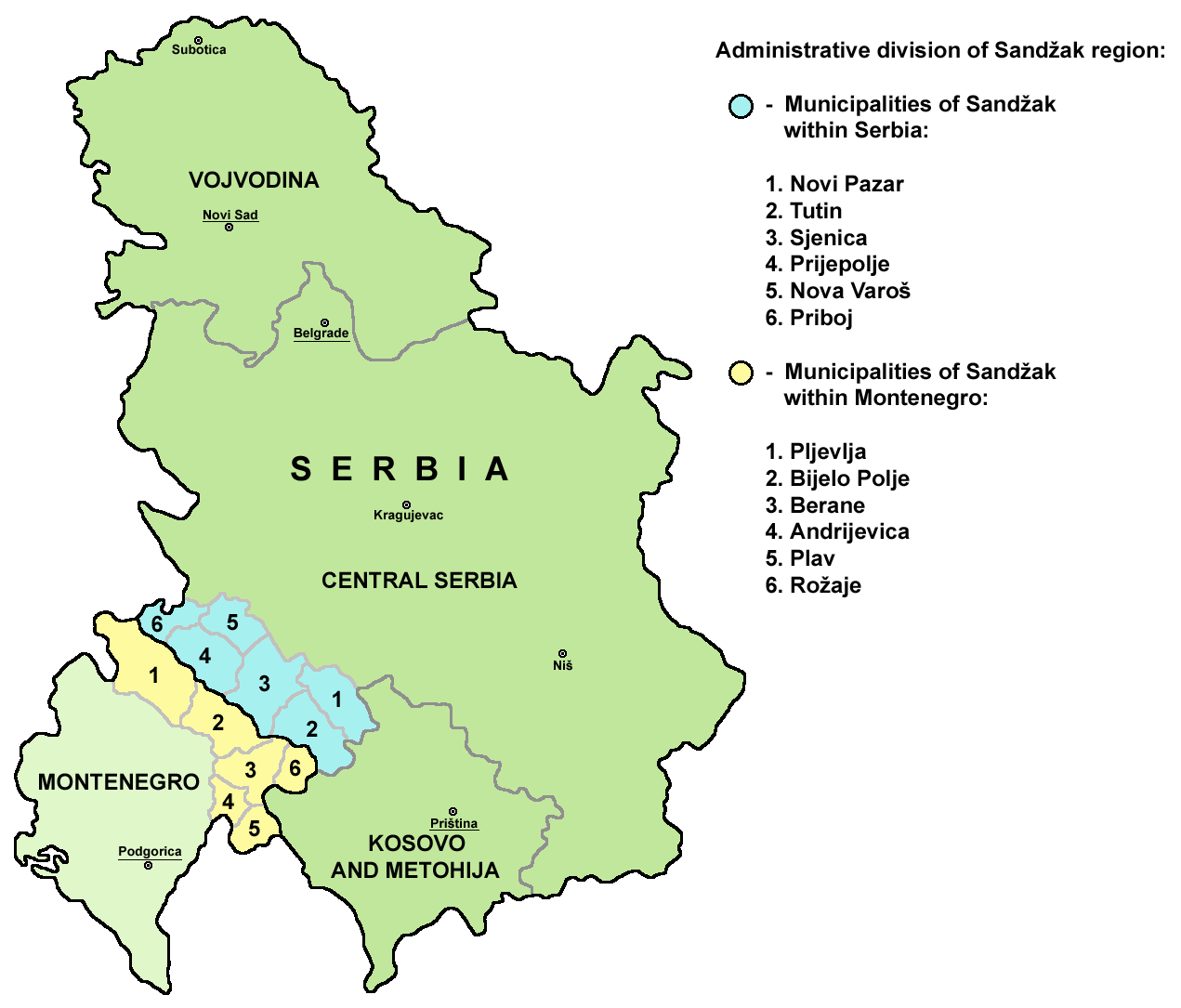
Mapa de Sandžak

Sandžak (serbocroat: Санџак, Sandžak, albanès: Sanxhak o Sanxhaku, turc: Sancak) és una regió geogràfica del centre dels Balcans. El seu territori està dividit entre Sèrbia i Montenegro. El seu nom deriva del Sandjak de Novi Pazar, un districte administratiu de l'Imperi Otomà que va existir fins a les Guerres Balcàniques de 1912.

## Nom
La regió és anomenada com a "Novopazarski Sandžak" (Новопазарски Санџак) o simplement "Sandžak" (Санџак) per tots els membres dels quatre principals grups ètnics que viuen a la regió (bosnians, serbis, montenegrins, i musulmans). A vegades els serbis la coneixen com a "Raška Oblast" (Рашка Област).

## Geografia
Ocupa el territori fronterer de Bòsnia i Hercegovina a Kosovo en una àrea de 8.686 kilòmetres quadrats. Sis municipis de Sandžak són a Sèrbia (Novi Pazar, Sjenica, Tutin, Prijepolje, Nova Varoš, i Priboj), i sis a Montenegro (Pljevlja, Bijelo Polje, Berane, Andrijevica, Rožaje, i Plav).
La ciutat més poblada de la regió és Novi Pazar (55.000), mentre que altres ciutats importants són: Pljevlja (23.800), i Priboj (19.600). A Sèrbia, els municipis de Novi Pazar i Tutin són inclosos al districte de Raška, mentre que els municipis de Sjenica, Prijepolje, Nova Varoš, i Priboj, són inclosos al districte de Zlatibor.

## Demografia

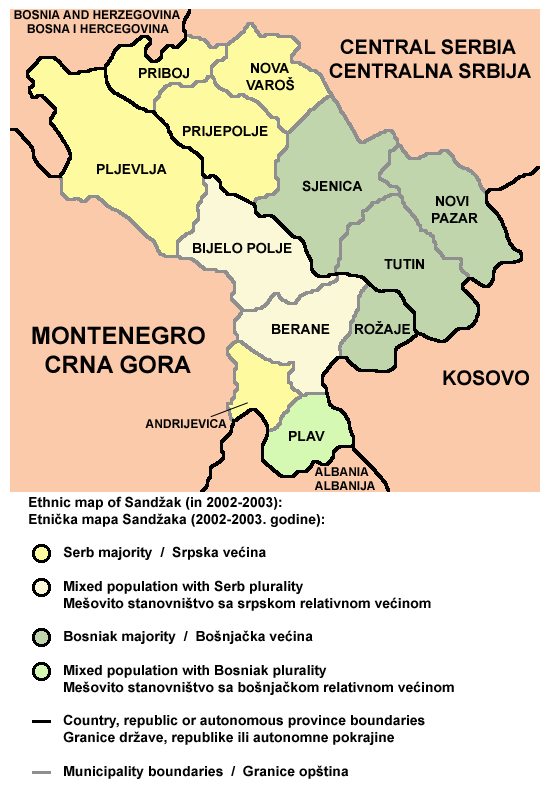
Mapa ètnic del Sandžak segons el cens del 2002 a Sèrbia i el de 2003 a Montenegro. Nota: el mapa mostra la majoria ètnica dels municipis

Segons els censos oficials de Sèrbia i Montenegro de 2002 i 2003, la població total del Sandžak és de 426.044 persones. La població de la part sèrbia de Sandžak és de 235.567 habitants, mentre que la població de la part montenegrina del Sandžak és de 190.477 habitants.

### Grups ètnics a Sandžak
- Bosnians = 193.026 (45,31%)
- Serbis = 156.852 (36,82%)
- Montenegrins = 29.892 (7,02%)
- Musulmans com a nacionalitat = 27.047 (6,35%)
- Altres (inclosos albanesos, gitanos, etc.)

### Grups ètnics a la part sèrbia de Sandžak
- Bosnians = 134.128 (56,94%)
- Serbis = 89.396 (37,95%)
- Musulmans com a nacionalitat = 8.222 (3,49%)
- Montenegrins = 928 (0,40%)
- Altres

### Grups ètnics a la part montenegrina de Sandžak
- Serbis = 67.456 (35,41%)
- Bosnians = 58.898 (30,92%)
- Montenegrins = 28.964 (15,21%)
- Musulmans com a nacionalitat = 18.825 (9,88%)
- Altres

Els municipis amb majoria ètnica bosniana són: Novi Pazar (76,28%), Tutin (94,23%), Sjenica (73,34%), Plav (50,73%), i Rožaje (81,68%).
Els municipis amb majoria ètnica sèrbia són: Priboj (74,15%), Prijepolje (56,82%), Nova Varoš (90,09%), Pljevlja (59,52%), i Andrijevica (65,08%).
Els municipis mixtes però amb majoria relativa sèrbia són: Bijelo Polje (36,31%) i Berane (41,43%).
Bosnians percentatge en el respectiu municipi: 
- 94,23% a Tutin (28.319 de 30.054);
- 81,68% a Rožaje (22.512 de 27.562);
- 76,28% a Novi Pazar (65.593 de 85.996);
- 73,34% a Sjenica (20.512 de 27.970);
- 50,73% a Plav (10.960 de 21.604);
- 31,83% a Prijepolje (13.109 de 41.188);
- 25,22% a Bijelo Polje (14.409 de 57.124);
- 22,00% a Berane (8.994 de 40.885);
- 18,33% a Priboj (5.567 de 30.377);
- 5,48% a Pljevlja (2.023 de 36.918);
- 5,15% a Nova Varoš (1.028 de 19.982);
- El municipi d'Andrijevica no té declarats bosnians.

Musulmans percentatge en el respectiu municipi: 
- 17,18% a Bijelo Polje (9,816 de 57,124);
- 9,26% a Prijepolje (3,812 de 41,188);
- 8,36% a Pljevlja (3,088 de 36,918);
- 7,32% a Berane (2,994 de 40,885);
- 6,06% a Rožaje (1,670 de 27,562);
- 5,78% a Plav (1,249 de 21,604);
- 4,70% a Priboj (1,427 de 30,377);
- 2,51% a Nova Varoš (502 de 19,982);
- 2,36% a Sjenica (659 de 27,970);
- 1,86% a Novi Pazar (1,599 de 85,996);
- 0,74% a Tutin (223 de 30,054);
- 0,13% a Andrijevica (8 de 6,384).

Serbis percentatge en el respectiu municipi: 
- 90,09% a Nova Varoš (18.001 de 19.982);
- 74,15% a Priboj (22.523 de 30.377);
- 65,08% a Andrijevica (4.155 de 6.384);
- 59,52% a Pljevlja (21.972 de 36.918);
- 56,82% a Prijepolje (23.402 de 41.188);
- 41,43% a Berane (16.939 de 40.885);
- 36,31% a Bijelo Polje (20.743 de 57.124);
- 23,50% a Sjenica (6.572 de 27.970);
- 20,47% a Novi Pazar (17.599 de 85.996);
- 12,64% a Plav (2.731 de 21.604);
- 4,32% a Tutin (1.299 de 30.054);
- 3,32% a Rožaje (916 de 27.562).

Montenegrins percentatge en el respectiu municipi: 
- 23,10% a Andrijevica (1.475 de 6.384);
- 22,70% a Berane (9.282 de 40.885);
- 20,99% a Pljevlja (7.750 de 36.918);
- 16,13% a Bijelo Polje (9.214 de 57.124);
- 3,66% a Plav (790 de 21.604);
- 1,64% a Rožaje (453 de 27.562);
- 1,42% a Priboj (432 de 30.377);
- 0,66% a Prijepolje (271 de 41.188);
- 0,37% a Nova Varoš (73 de 19.982);
- 0,13% a Novi Pazar (109 de 85.996);
- 0,08% a Sjenica (23 de 27.970);
- 0,07% a Tutin (20 de 30.054).

Nota: Molts dels bosnians es declararen com a musulmans de nacionalitat en el cens del 1991. En els censos 2002/2003, la majoria d'ells es declararen com a bosnians, però encara n'hi ha que es declaren de nacionalitat musulmans. Segons els censos de 2002/2003, bosnians i musulmans com a nacionalitat sumaven plegats 220.073 individus, i constituïen el 51,66% de la població del Sandžak. També, la majoria dels serbis de la part montenegrina del Sandžak es declararen com a montenegrins en el cens de 1991, mentre que en el cens de 2003 es declararen serbis.

## Història demogràfica

### 1948
Segons el cens federal de la República Federal Popular de Iugoslàvia de 1948, el 93% de la població de la part sèrbia eren serbis i un 91% de la població de la part montenegrina eren montenegrins.
Els musulmans eren la majoria de la població als districtes de Priboj i Novi Pazar, i també a Berane. Tanmateix, hom pot notar que molts musulmans eslaus es declararen serbis o montenegrins en el cens. Hom pot trobar altres nacionalitats al districte de Berane (majoritàriament albanesos) i grups petits d'altres nacionalitats als districtes de Sjenica, Nova Varoš, i Novi Pazar; mentre que a Priboj no n'hi ha.

### 1953
TOTAL - 345.496
- Montenegrins - 141.948 (41,08%)
- Serbis - 118.025 (34,16%)
- Turcs - 14.987 (4,33%)
- Iugoslaus - 64.588 (18,69%)
- altres - 5.948 (1,74%)

Per districte:
- Priboj - 20.784

- Serbis - 16.230 (78,08%)
- Turcs - 110 (0,52%)
- Montenegrins - 100 (0,48%)
- Iugoslaus - 4.168 (20,05%)
- altres - 176 (0,87%)

- Prijepolje - 33.846

- Serbis - 25.665 (75,82%)
- Montenegrins - 396 (1,17%)
- Turcs - 51 (0,15%)
- Iugoslaus - 7.526 (22,23%)
- altres - 208 (0,63%)

- Nova Varoš - 21.424

- Serbis - 20.865 (97,39%)
- Montenegrins - 27 (0,12%)
- Iugoslaus - 486 (2,26%)
- altres - 46 (0,23%)

- Sjenica - 38.179

- Serbis - 23.412 (61,32%)
- Turcs - 678 (1,77%)
- Montenegrins - 102 (0,26%)
- Iugoslaus - 102 (0,26%)
- altres - 229 (0,62%)

- Novi Pazar - 53.331

- Serbis - 25.177 (50,02%)
- Turcs - 11.009 (21,87%)
- Montenegrins - 174 (0,34%)
- Iugoslaus - 13.564 (26,94%)
- altres - 407 (0,83%)

- Tutin - 27.983

- Serbis - 5.006 (17,88%)
- Montenegrins - 103 (0,36%)
- Turcs - 3.139 (11,21%)
- Iugoslaus - 19.090 (68,21%)
- altres - 645 (2,34%)

- Bijelo Polje - 41.432

- Montenegrins - 39.477 (95,28%)
- Serbis - 487 (1,17%)
- Iugoslaus - 1.468 (3,55%)

- Pljevlja - 40.876

- Montenegrins - 37.368 (91,41%)
- Serbis - 827 (2,02%)
- Iugoslaus - 2.401 (5,87%)
- altres - 280 (0,7%)

- Berane - 70.641

- Montenegrins - 64.201 (90,88%)
- Serbis - 356 (0,5%)
- Iugoslaus - 2.127 (3,01%)
- altres - 3.957 (5,61%)

Noteu que molts musulmans eslaus es declararen al cens com a serbis, montenegrins, turcs o iugoslaus.

## Història
Els primers habitants coneguts a la regió de Sandžak foren els il·liris. En el segle i, la regió fou conquerida pels romans, mentre que en els segles vi i vii s'hi assentaren els pobles eslaus i els serbis.
Durant l'edat mitjana la regió formà part de l'estat serbi de Raška. La capital de Raška fou la ciutat de Ras, situada vora l'actual Novi Pazar. La regió més tard formaria part dels diferents estats serbis, fins que fou conquerida per l'Imperi Otomà en el segle xv.

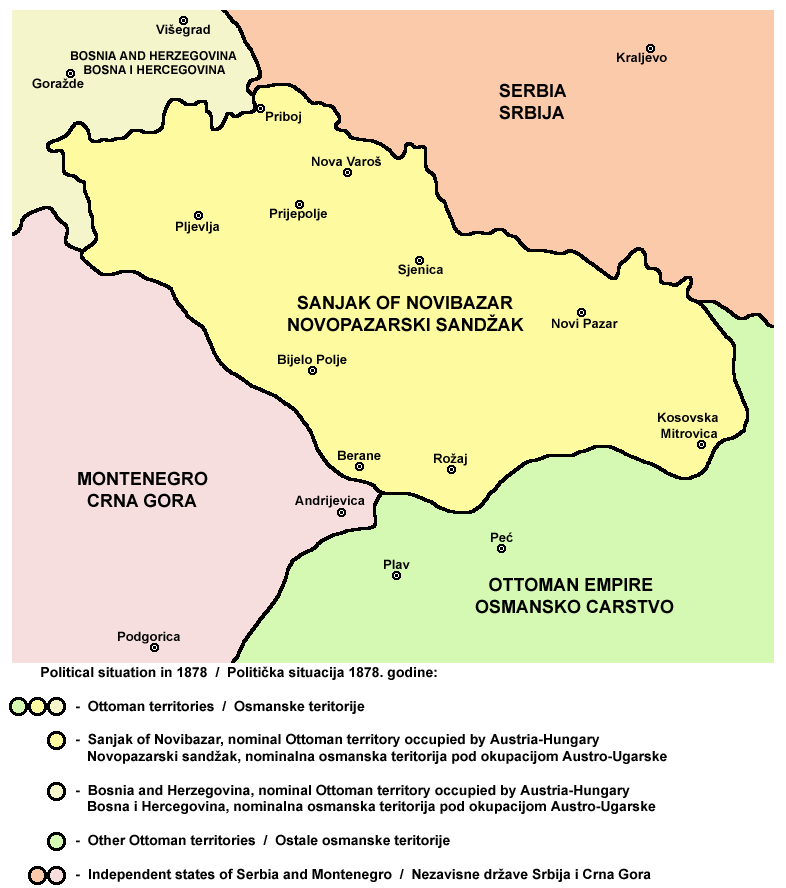
Sandjak de Novi Pazar el 1878

Durant els segles de domini otomà, el Sandjak de Novi Pazar fou part de la Província de Bòsnia abans de formar part de la província de Kosovo el 1878. El Congrés de Berlín de 1878 va permetre l'establiment de guarnicions militars austro-hongareses al Sandžak, on es van mantenir fins al 1909. L'octubre de 1912, Sandžak fou ocupat per les tropes sèrbies i montenegrines en la Primera Guerra Balcànica, i el seu territori fou dividit entre els regnes de Sèrbia i Montenegro. Molts dels habitants bosnians i albanesos emigraren a Turquia com a muhajirs, com a resultat directe de l'opressió de les noves autoritats sèrbies i montenegrines. L'onada migratòria es va aturar del 1912 a 1970. Al voltant d'un milió de turcs tenen l'origen ancestral al Sandžak. Hi ha nombroses colònies de bosnians de Sandžak a Turquia, als voltants d'Edirne, Istanbul, Adapazarı, Bursa, i Samsun entre d'altres.
Durant la Primera Guerra Mundial, el Sandžak fou ocupat per Àustria-Hongria de 1914 a 1918. El 1918, Sèrbia i Montenegro s'uniren mercè la creació del Regne dels Serbis, Croats i Eslovens que més tard s'anomenarà Regne de Iugoslàvia el 1929. Entre 1929 i 1941, el Sandžak formà part d'una nova província, la Banovina Zeta, amb seu a Cetinje.
La major part del Sandžak fou ocupada pels italians durant la Segona Guerra Mundial, i posada sota el Govern de Montenegro (la ciutat de Novi Pazar fou inclosa en Sèrbia, mentre que Plav i Rožaje foren incloses a Albània, que era sota administració italiana), i sota ocupació alemanya des de 1943. En acabar la guerra, el Sandžak fou dividit entre Sèrbia i Montenegro, segons l'acord de divisió inicial entre els dos estats de 1913.
Les Guerres de Iugoslàvia de 1990 deixaren el Sandžak fortament danyat, ja que les guerres a Bòsnia i Kosovo comportaren tensions ètniques i (en l'últim cas) bombardejos de les forces de l'OTAN. Segons els partits polítics bosnians del Sandžak, uns 60,000-80,000 bosnians emigraren de la regió en aquest període, com a resultat de l'opressió i dels atacs policials al Sandžak. El 1995 es produïren algunes matances massives de bosnians, les més destacable d'elles a Sjeverin (Priboj), Bukovica (Pljevlja), i Štrpci (Prijepolje).
Amb els canvis democràtics a Sèrbia el 2000, els bosnians pogueren participar en la vida política de Sèrbia i Montenegro, com Rasim Ljajić, bosnià, qui fou ministre en el govern de Sèrbia-Montenegro, o Rifat Rastoder, actual president del Parlament de Montenegro.
També, les dades dels censos mostren una emigració general de totes les nacionalitats d'aquesta regió subdesenvolupada.

## Grups ètnics a Sandžak

### Bosnians
Dos terços dels bosnians de Sandžak procedeixen de Montenegro, amb les primeres referències el 1687, després que Turquia perdés Boka Kotorska. El rastre continua en el vell Montenegro després de 1711 amb l'extermini dels convertits a l'islam ("istraga poturica"). Un altre factor que va contribuir a l'emigració de musulmans montenegrins al Sandžak fou el fet que l'antiga població ortodoxa del Sandžak marxà cap a la Sèrbia que era sota la monarquia dels Habsburg (Vojvodina) en dues onades, la primera vers el 1687, i la segona, cap al 1740, que despoblà pràcticament el Sandžak. L'augment de població ètnicament montenegrina provocà reassentaments addicionals al mateix Montenegro el 1858 i 1878, quan, després del Tractat de Berlín, Montenegro fou reconegut com a estat independent. Mentre que només 20 famílies bosnianes restaven a Nikšić després de 1878, ciutats com Kolašin, Spuž, Grahovo, i altres van perdre completament la seva població bosniana. Endemés, els montenegrins, fortament organitzats en clans armats, es convertiren forçadament al cristianisme uns 12.000 bosnians i albanesos del Sandžak meridional, i Metohija, el 1912, després de ser capturat a l'Imperi Otomà a les Guerres Balcàniques. Pràcticament tots els conversos, menys un grapat de famílies, retornaren a l'islam el 1913, quan, sota pressió internacional, es va fer públic l'anunci que es donava llibertat de professar la fe de pròpia elecció. L'últim incident inter-ètnic d'importància esdevingué el 1924 a Šahovići i Pavino Polje (actualment al municipi de Bijelo Polje a Sandžak), quan uns pagesos montenegrins massacraren centenars de bosnians, sota el pretext que bandits bosnians havien assassinat un heroi local montenegrí; cosa que es demostrà més tard que era fals.
Un 20% de bosnians provenien dels clans catòlics albanesos del nord d'Albània i Montenegro. La majoria d'ells hi foren reassentats durant l'Imperi Otomà a començaments del segle xviii des de Malësia e Shkodrës (serbi/bosnià: Skadarska Malesija), encoratjats a poblar les terres desertes per l'emigració de la població ortodoxa després de les Guerres Austro-Turques. A finals del segle xix, tots aquells albanesos es convertiren a l'islam, i foren assimilats per una onada dominant de refugiats bosnians de Montenegro. Nogensmenys, van mantenir moltes de les seves tradicions albaneses, especialment a les parts orientals del Sandžak, i alguns ancians bosnians d'avantpassats albanesos encara parlen avui dia amb fluïdesa l'albanès.
El darrer segment dels bosnians de Sandžak arribaren de molts altres llocs. Naturalment, hi havia antics membres de l'antiga administració militar i civil turca. Alguns dels bosnians provenien d'Eslavònia després de 1687, quan Turquia va perdre totes les terres al nord del Sava en les Gueres Austro-Turques. Molts més procedien d'Hercegovina després de 1876, quan fracassà la rebel·lió d'Hercegovina dirigida pelsserbis contra Àustria-Hongria i els seus súbdits musulmans. Una altra onada es va produir poc després procedent de Bòsnia i Hercegovina, quan el Tractat de Berlín posà Bòsnia sota el control efectiu d'Àustria-Hongria el 1878. L'última onada procedent de Bòsnia es produí el 1908, quan Àustria-Hongria s'annexà oficialment Bòsnia, trencant els lligams directes dels bosnians musulmans amb la Sublime Porta, el seu protector efectiu.

### Serbis
Els serbis són l'ètnia majoritària en els tres municipis occidentals del Sandžak serbi (Prijepolje, Priboj i Nova Varoš), i també són el grup ètnic més nombrós al Sandžak montenegrí. La ciutat de Pljevlja és l'assentament amb majoria sèrbia més gran de Montenegro. Hi ha nombroses traces d'història i cultura sèrbies escampades a la regió, inclosos nombrosos monestirs serbis ortodoxos com els de Đurđevi Stupovi vora Novi Pazar, i el del mateix nom vora Berane, Sopoćani, Crna Reka, Kumanica, Davidovica, Pustinja, Mileševa, Dubnica, Bistrica, Orahovica, Banja, Dubrava, i Uvac.

## Política
Durant l'existència de la República Federal de Iugoslàvia i Sèrbia i Montenegro, alguns polítics bosnians de la regió del Sandžak reclamaren autonomia territorial pel Sandžak. La proposta més radical d'autogovern defensava que el Sandžak esdevingués una república dins de Sèrbia i Montenegro, amb les parts sèrbia i montenegrina del Sandžak. Des que Sèrbia i Montenegro són estats independents i el Sandžak resta dividit entre ells, s'espera que les futures propostes d'autonomia respectaran les noves fronteres internacionals.
Donat que els bosnians són majoria en només els tres municipis orientals del Sandžak serbi i en dos municipis orientals del Sandžak montenegrí, i que els habitants serbis i montenegrins d'aquest territori ètnicament mixt s'oposarien a l'autonomia, és poc probable que un possible Sandžak autònom pogués incloure municipis amb majoria ètnica sèrbia o montenegrina.
El Consell Nacional Bosnià de Sèrbia-Montenegro representa la regió a l'UNPO des de 1993. Aquest grup de pressió política organitzà un referèndum l'octubre de 1991 on el 98% dels votants optaren per l'autonomia. El Consell afirma que la participació fou del 69%, encara que no ha estat verificat per cap organisme independent.

## Galeria

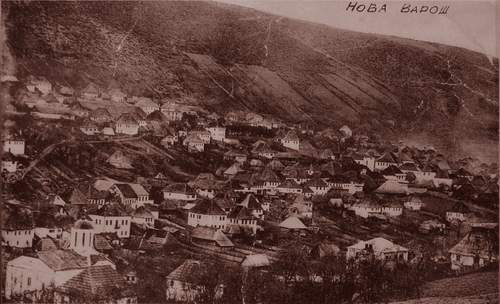
Nova Varoš el 1930
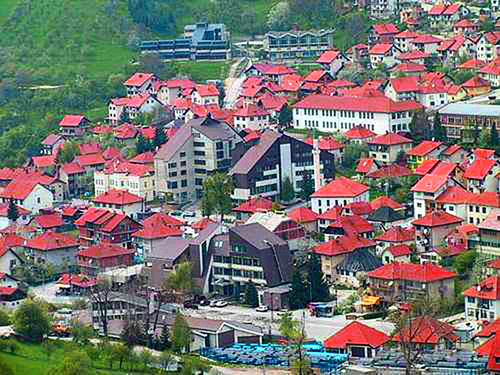
Nova Varoš el 2004
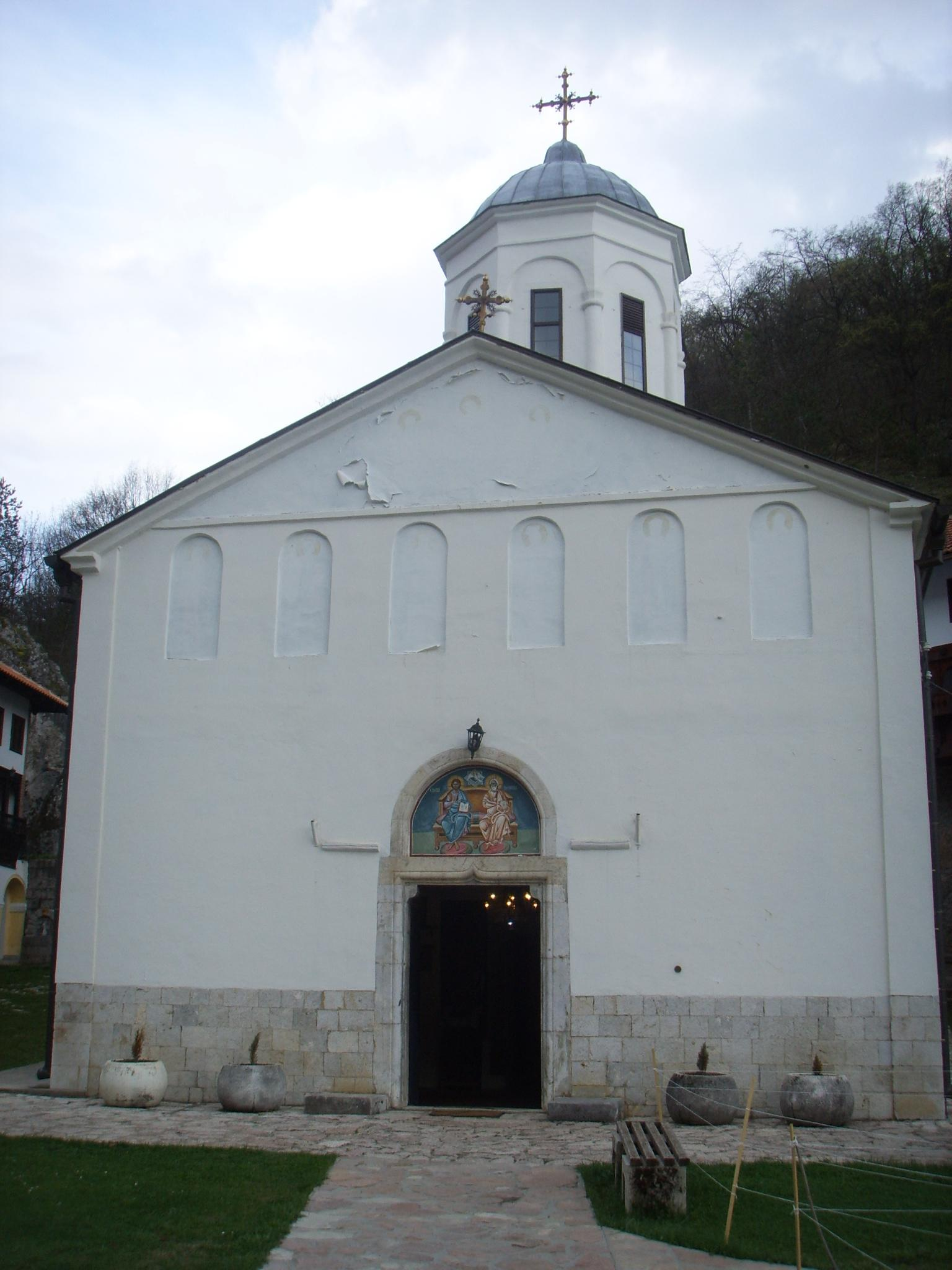
Monestir de la Santíssima Trinitat, Pljevlja
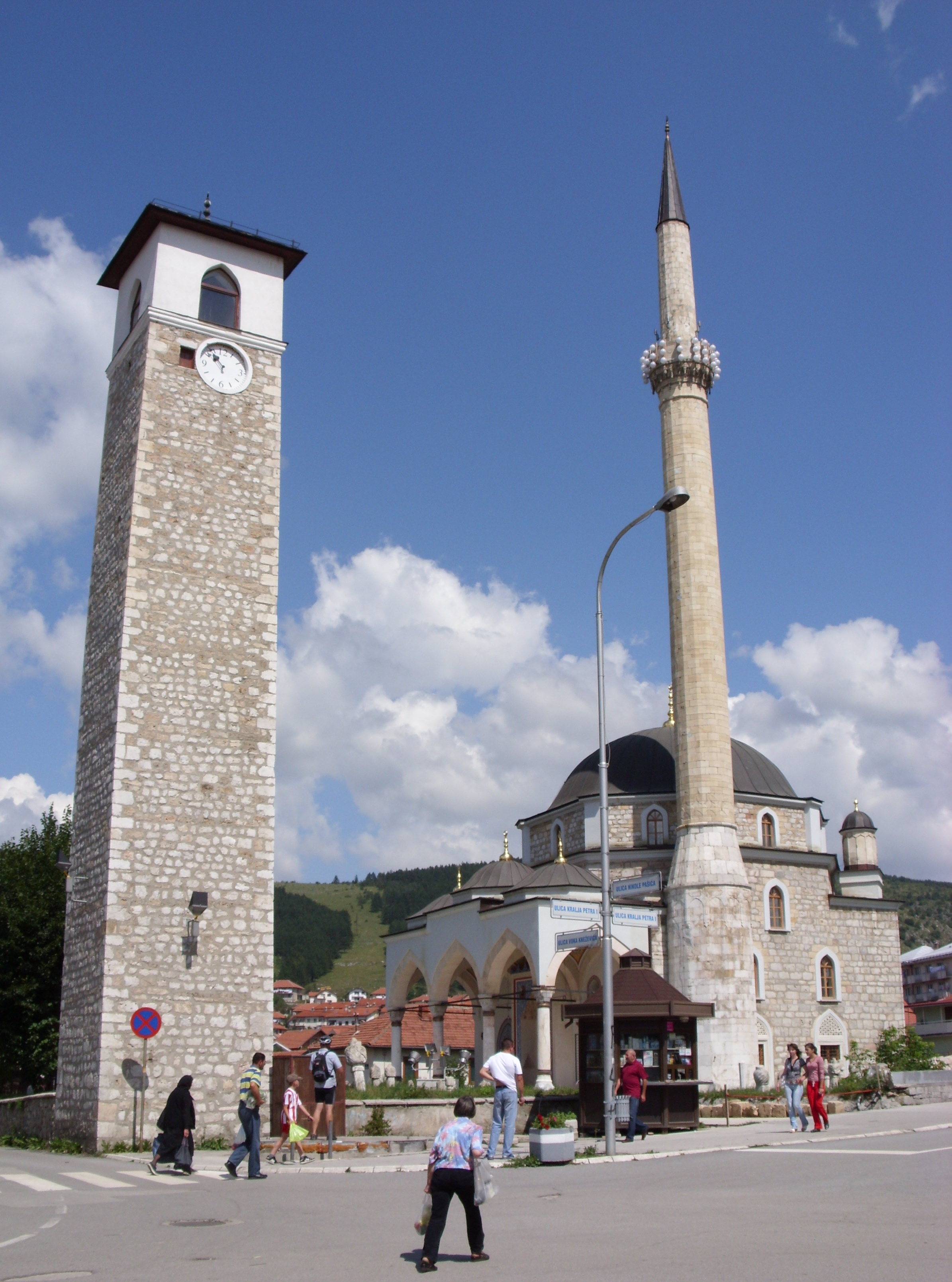
Mesquita Husein-pasa, Pljevlja
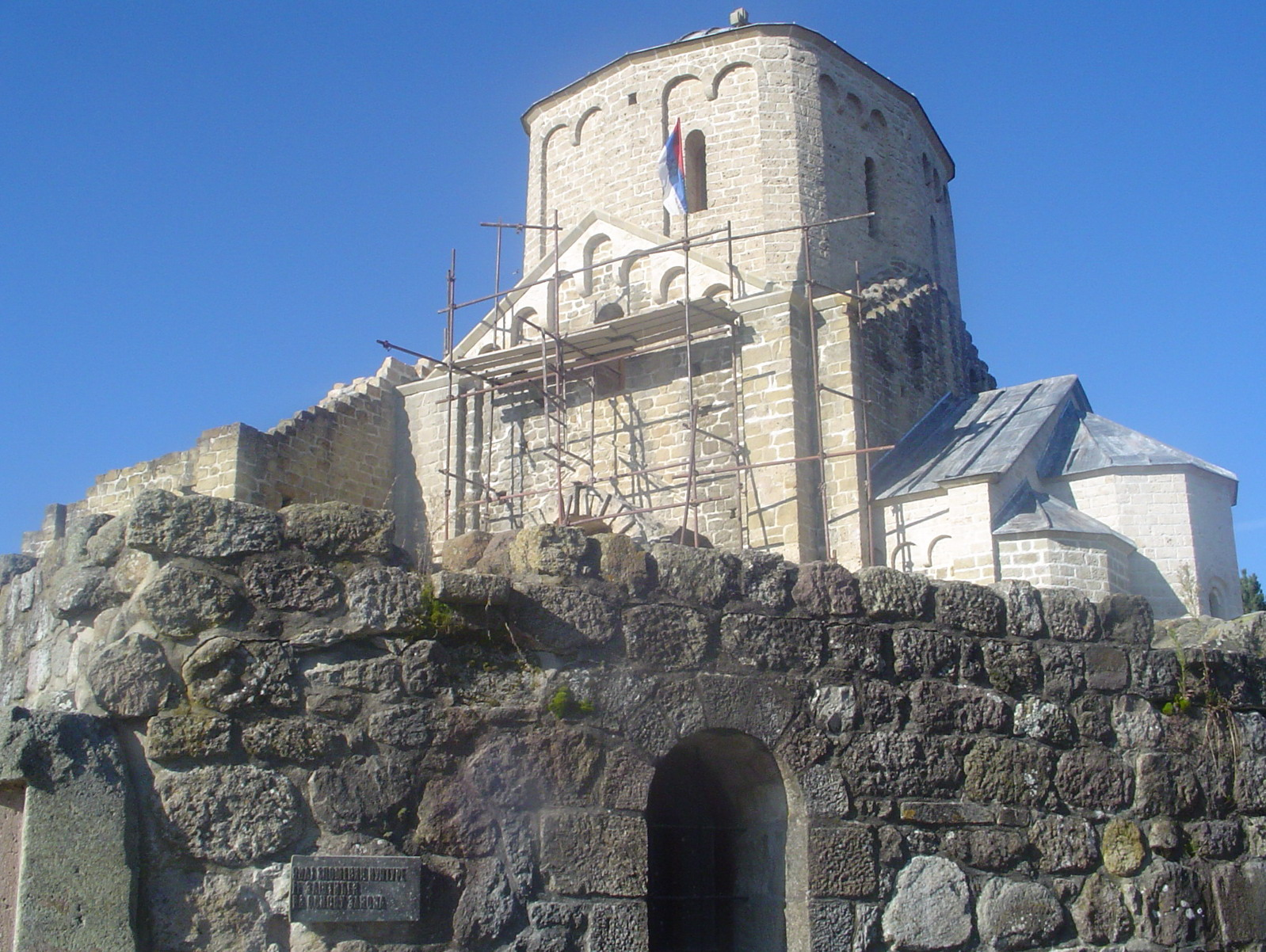
Đurđevi Stupovi monestir, vora Novi Pazar
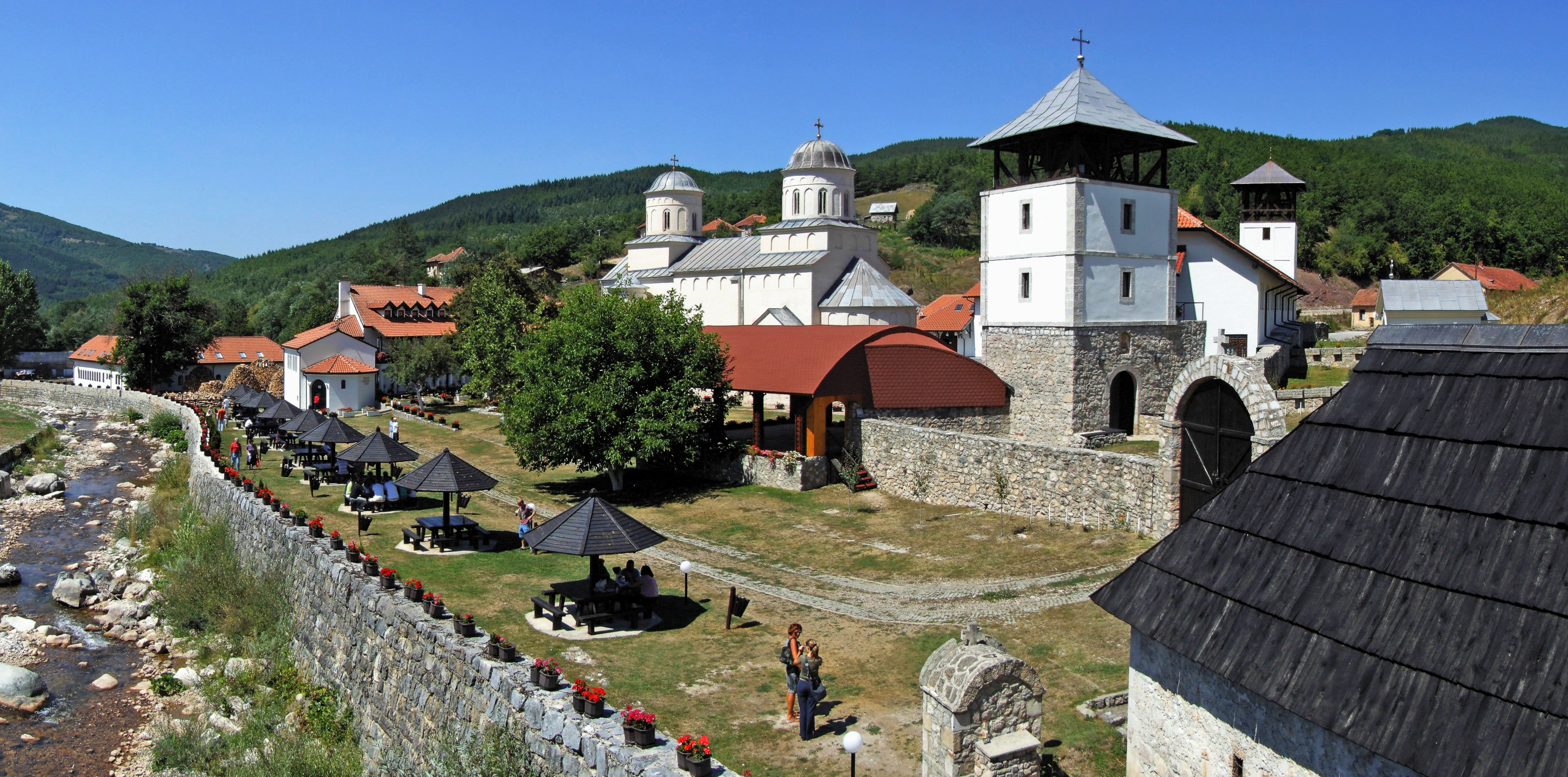
Monestir de Mileševa, vora Prijepolje